# Pfarrkirche Klam

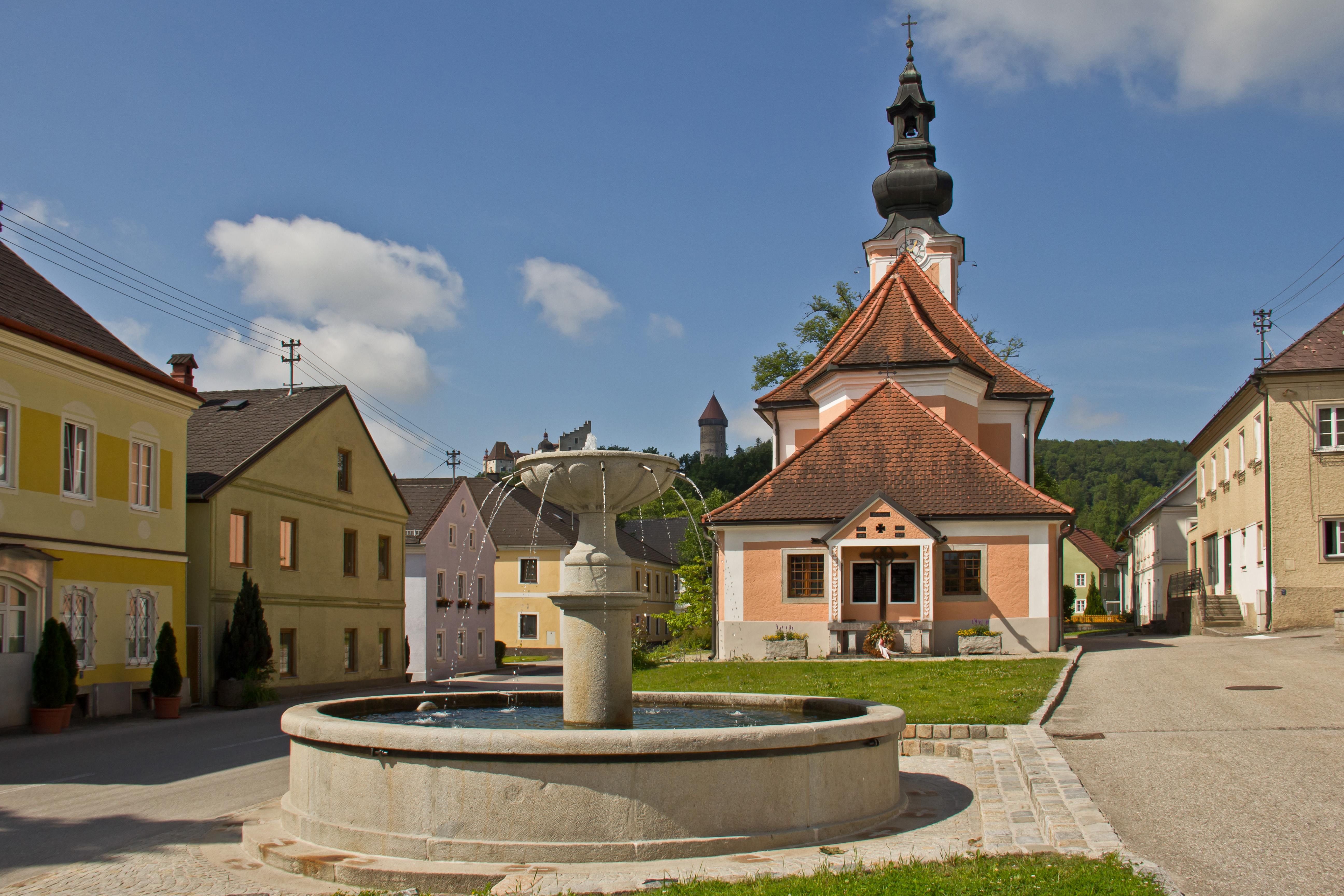
Kath. Pfarrkirche Kreuzauffindung in Klam

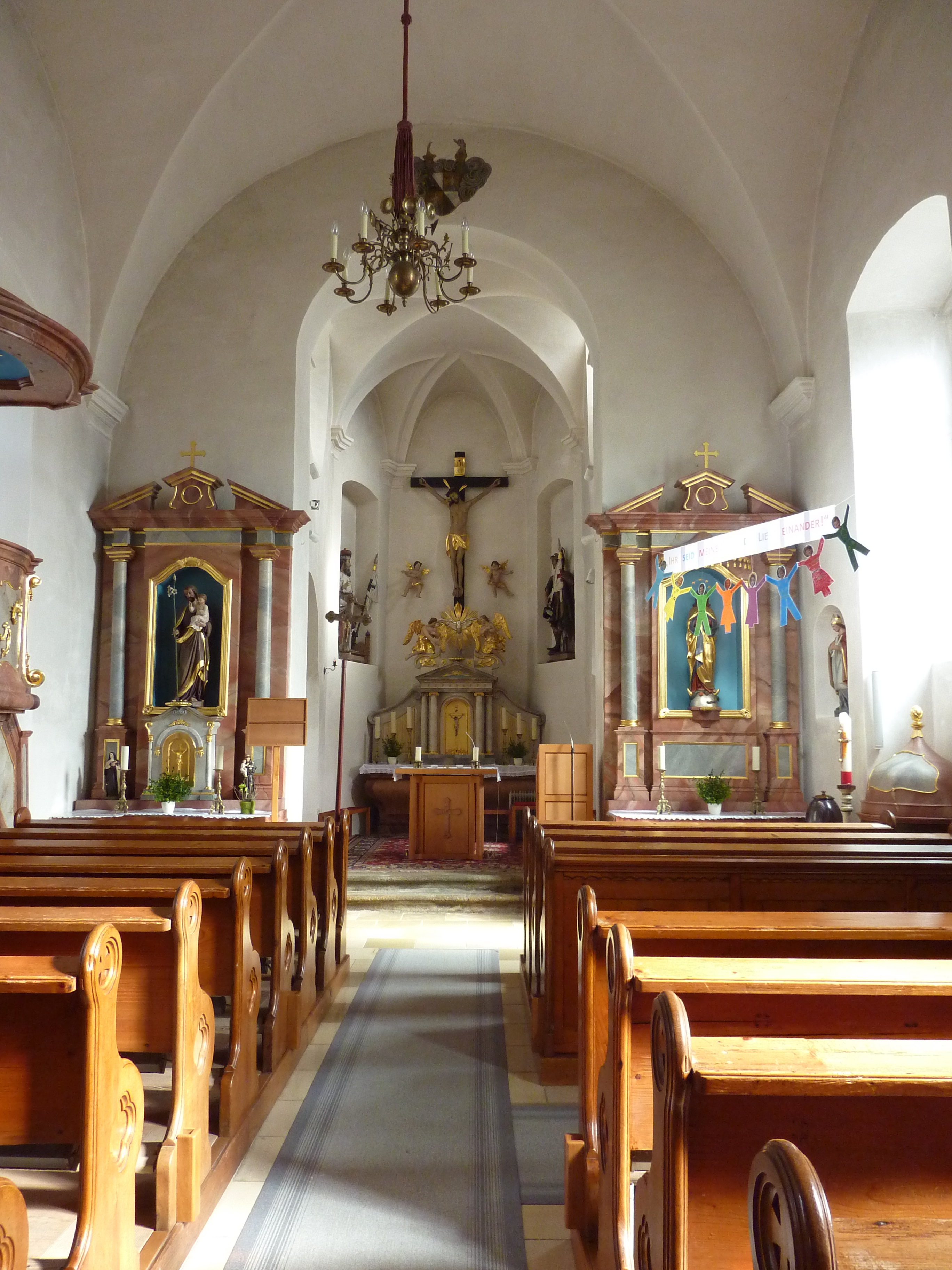
Langhaus, Blick zum Chor

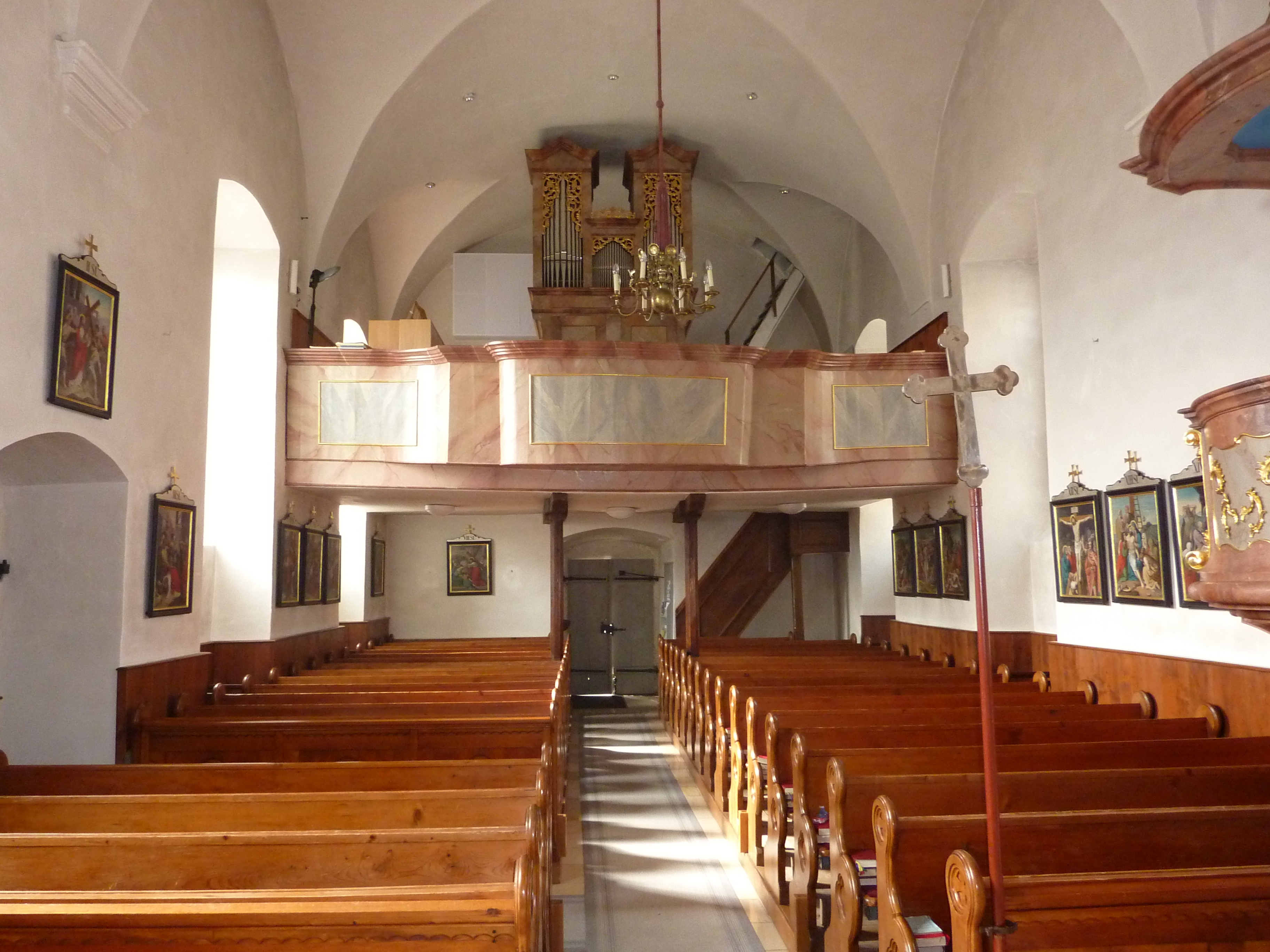
Langhaus, Blick zur Empore

Die römisch-katholische Pfarrkirche Klam steht in der Marktgemeinde Klam im Bezirk Perg in Oberösterreich. Die dem Patrozinium Kreuzauffindung unterstellte Pfarrkirche gehört zum Dekanat Grein der Diözese Linz. Die Kirche steht unter Denkmalschutz (Listeneintrag).

## Geographie
Die Kirche in Klam ist die Pfarrkirche der Pfarre Klam, einer römisch-katholischen Pfarre im Dekanat Grein in der Region Mühlviertel in der für das Bundesland Oberösterreich zuständigen österreichischen Diözese Linz in der Kirchenprovinz Wien. Die unter der Pfarrnummer 4155 geführte Pfarre betreut 724 Katholiken, die sich auf Ortschaften in den politischen Gemeinden Baumgartenberg, Klam, Münzbach und Saxen verteilen.
Das Pfarrgebiet deckt sich nicht mit den Grenzen der politischen Gemeinde Klam: Während die Ortschaften Achatzberg, Letten und Unterhörnbach der Gemeinde Klam zur Pfarre Saxen zählen, gehören neben den Klamer Ortschaften Gauning, Markt Klam, Linden, Niederkalmberg, Oberhörnbach und Sperken die Ortschaften Schneckenreitsberg der Gemeinde Baumgartenberg und die Münzbacher Ortschaft Untergaisberg zur Pfarre Klam.
Die Pfarre befindet sich im Südwesten des Dekanates und ist gemessen an der Fläche und der Einwohneranzahl die kleinste Pfarre des Dekanates Grein. Die Nachbarpfarren Baumgartenberg und Münzbach im Westen zählen zum Dekanat Perg, die Pfarre Bad Kreuzen im Norden und die Pfarre Saxen im Süden gehören ebenso wie die Pfarre Klam zum Dekanat Grein.

## Geschichte

### Geschichte der Pfarre
Für die Bewohner der Pfarre Klam war bis 6. März 1784 die Pfarre Saxen zuständig, wobei es sich dabei neben Naarn im Machlande und Pfarre Ried in der Riedmark um eine der drei ältesten Pfarren des unteren Mühlviertels handelt, die bereits 823 in der Confirmation Ludovici Pii erstmals urkundlich erwähnt wurde.
Die Kirche in Saxen war dem hl. Stephan geweiht, jene in der Ortschaft Hofkirchen dem hl. Nikolaus. Letztere wurde 1798 abgerissen. Die Bindung der Burgherren von Clam zur Kirche in Hofkirchen war eng, da es sich dabei um deren Begräbniskirche handelte. Während der Reformationszeit waren in Hofkirchen protestantische Geistliche. Der Priesterdienst in der Kirche in Saxen wurde von Chorherren des Stiftes Waldhausen wahrgenommen, da die Pfarre Saxen ab 1399 dorthin inkorpiert war.
Das Gebiet dieser Pfarre erstreckte sich von der Donau bis zum Nordwald und war im Osten mit der Ysper und im Westen mit dem Gebiet des heutigen Pfarren Arbing und Baumgartenberg begrenzt. Klam war 1784 die letzte Pfarre, die aus diesem Gebiet herausgelöst wurde, nachdem die eigentliche Reorganisation der Pfarrgebiete im 12. Jahrhundert im Wesentlichen abgeschlossen war.
Aufzeichnungen über die Ereignisse in der Gegend des heutigen Klam befanden sich im Pfarrhof Saxen, der jedoch am 31. März 1787 in Brand gesteckt wurde, sodass viele Schriftstücke zu Angelegenheiten im Bereich von Klam verloren gegangen sind. 1937 wurde das Pfarrarchiv neu geordnet. Am 1. Mai 1939 erlosch das Patronat des Religionsfonds. Am 15. Mai 1941 wurde die Niederlassung der Kreuzschwestern im St. Anna-Haus aufgelöst. Ab 17. Dezember 1943 wurde die Pfarre Klam in Personalunion mit der Pfarre Arbing geführt.

### Geschichte der Pfarrkirche
Die Kirche wurde in den Jahren 1659 bis 1664 von Johann Gottfried Perger zu Clam als Filialkirche von Saxen erbaut.
Zuvor war in der Burg Clam eine Kapelle eingerichtet, in der für die dortigen Bewohner Gottesdienste abgehalten wurden, während die Marktbewohner die Pfarrkirche in Saxen aufsuchen mussten.
Der Entschluss, im Markt Klam eine Kapelle einzurichten, beruht auf einem Gelübde des Burgherren Johann Gottfried Perger zu Clam und Prunhof für den Fall der Abwendung der Bedrohung durch die Schweden.
Mit dem barocken Bau wurde am 4. August 1656 auf dem ehemaligen Köglplatz begonnen. 1660 waren Kirche, Turm und Außenputz fertig und nach einer Unterbrechung 1661 wurden die Bauarbeiten fortgesetzt. Als Maler wird Clemens Beutler aus Ebelsberg genannt. Die Einweihung erfolgte am 6. Jänner 1664 durch Abt Bernhard vom Kloster Baumgartenberg.
Für die Abhaltung der Gottesdienste konnte 1704 eine Vereinbarung mit dem Stift Waldhausen getroffen werden, die allerdings 11 Jahre später beendet wurde. 1760 brannte die Kirche, wurde in spätbarockem Stil neu errichtet und 1767 vollendet.
Am 6. März 1784 wurde unter dem Patronat des Religionsfonds die Kirche durch Herauslösung der Pfarre Klam aus der Pfarre Saxen zur Pfarrkirche. Die bereits bestehende Kirche erhielt die Orgel der zu dieser Zeit aufgelassenen Marienkirche in Struden, die Kanzel der Kirche am Ulrichsberg in Baumgartenberg, eine Glocke des aufgelassenen Franziskanerklosters in Grein und die Paramente und zwei Glocken der abgetragenen Kirche in Hofkirchen bei Saxen. Schule und Pfarrhof mussten errichtet werden, wobei die Herrschaft Burg Clam den Grund dem Religionsfonds stiftete.
1868 wurde eine Orgel vom Orgelbauer Breinbauer in Ottensheim geliefert, der Kirchturm mit Blech neu gedeckt und ein vergoldetes Kreuz angebracht. Gegen Ende des 19. Jahrhunderts wurde der Friedhof erweitert und ein Leichenhaus von der Gemeinde errichtet. Eine Renovierung der Inneneinrichtung, der Glasfenster und des Kirchendachs erfolgte unter Dechant Johann Weiß in der Zeit von 1928 bis 1936. Innenrenovierungen fanden 1972 und 1981 statt, Außenrenovierungen von Kirche und Pfarrhof zuletzt 1983.
Im Oktober 2014 wurde eine digitale Sakralorgel der Firma Johannus aus den Niederlanden als Ergänzung der seit 1868 bestehenden Pfeifenorgel auf der Orgelempore installiert. Dieses Instrument mit 34 Registern und 2 Manualen wurde am 14. September 2014, dem Patrozinium der Pfarre Klam durch Diözesanbischof Dr. Ludwig Schwarz feierlich geweiht.

## Das Kirchengebäude und seine Einrichtung
Das nach dem Großbrand 1760 wieder aufgebaute Kirchengebäude besteht aus einem schlichten, dreijochigen Saal mit flachem Tonnendach und tief herabgezogenen Stichkappen. Über dem Portal steht eine Nepomuk-Statue.
Beim nördlichen Seitenaltar befinden sich eine Statue des Josef mit Blütenstab und Jesuskind, sowie je eine Statuette der hl. Therese von Lisieux und des hl. Antonius von Padua. Beim südlichen Seitenaltar steht eine Maria Immaculata auf einer Mondsichel. In einer Nische steht eine Blasius-Figur aus der Zeit um 1900. Ebenfalls an der Südwand steht das Taufbecken aus dem 17. Jahrhundert.
Im Chor-Vorraum befindet sich eine Statue der hl. Sophie und das Doppelwappen der Clam-Martinic, das 1894 bei der Hochzeit von Gottfried Graf von Clam mit Sophie von Stockau angebracht wurde. Der Tabernakel im Chor wurde im Stil der Neorenaissance 1893 mit barocken Figuren angefertigt. Das Kruzifix stammt aus dem zweiten Viertel des 18. Jahrhunderts. An der Nordwand des Chors befindet sich eine Statue des hl. Leopold, an der Südwand eine des hl. Florian. Am Triumphbogen ist ein weiteres Wappen der Herren von Clam angebracht.

## Priester
Aus der Pfarre stammen mehrere Priester
(Zahl in Klammer ist das Jahr der Priesterweihe)
- Alfons Lang (1931)
- Friedrich Aigner (1940)
- Salvator Steinbrunner (1952)
- Maximilian Narbeshuber (1958)
- Michael Puchberger (1984)

In der Pfarre waren folgende Seelsorger in Klam tätig
(Zahlen in Klammer betreffen den Zeitraum des Wirkens in Klam)
- Sergius Sperr (1784 bis 1791)
- Karl Steinhauser (1791 bis 1802)
- Firmian Eisterer (1802 bis 1815)
- Kalixtus Zöttler (1815)
- Josef Strohmair (1815 bis 1820)
- Karl Anton Huhn (1820 bis 1827)
- Josef Geimayr (1827 bis 1828)
- Wolfgang Forster (1828 bis 1841)
- Franz Teufel (1841 bis 1852)
- Anton Mühlbauer (1852)
- Josef Wiesmeyr (1864 bis 1874)
- Alois Wieser (1874 bis 1875)
- Johann Pichler (1875 bis 1885)
- Johann Kastner (1885)
- Josef Reif (1885 bis 1917)
- Franz Neuwirth (1917 bis 1918)
- Josef Kaltenböck (1918 bis 1928)
- Johann Weiß (1928 bis 1936)
- Alois Leitner (1936)
- Josef Kleinbruckner (1936 bis 1939)
- Johann Schauer (1938)
- Kajetan Schachinger (1938 bis 1939)
- Josef Kreuzeder (1939)
- Franz Bienert (1939 bis 1958)
- Ferdinand Fürthauer (1958 bis 1996)
- Josef Hinterleitner (1996 bis 2002)
- Leopold Gruber (2002 bis dato)